# FA Cup 1985/86
Der FA Cup 1985/86 war die 105. Austragung des weltweit ältesten Fußballpokalturniers; The Football Association Challenge Cup, oder kurz FA Cup. Der Pokalwettbewerb endete mit dem Finale im Wembley-Stadion am 10. Mai 1986. Der Sieger dieser Austragung war der FC Liverpool. Im Endspiel traf man im Merseyside Derby auf den Stadtrivalen FC Everton.

## Kalender
| Runde                              | Datum             |
| ---------------------------------- | ----------------- |
| Vorrunde                           |                   |
| Erste Qualifikationsrunde          |                   |
| Zweite Qualifikationsrunde         |                   |
| Dritte Qualifikationsrunde         |                   |
| Vierte Qualifikationsrunde         |                   |
| Erste Hauptrunde                   | 15. November 1986 |
| Zweite Hauptrunde                  | 6. Dezember 1986  |
| Dritte Hauptrunde                  | 10. Januar 1987   |
| Vierte Hauptrunde                  | 31. Januar 1987   |
| Fünfte Hauptrunde                  | 21. Februar 1987  |
| Sechste Hauptrunde (Viertelfinale) | 14. März 1987     |
| Halbfinale                         | 11. April 1987    |
| Finale                             | 16. Mai 1987      |

## Modus
Kompletter Überblick bei: FA Cup
Der FA Cup wird in Runden ausgespielt. Teilnehmen kann jede Mannschaft, die ein bestimmtes Leistungsniveau hat und ein angemessenes Spielfeld besitzt. Gespielt wird i. d. R. nur mit einem Hinspiel. Bei Unentschieden findet ein Rückspiel statt. Bringt auch dies keine Entscheidung werden weitere Wiederholungsspiele angesetzt; bis ein siegreiches Team ermittelt ist. Jeder Sieger erhält eine Prämie aus den Fernsehgeldern, die nach Runde gestaffelt ist.

## Hauptrunde

### Erste Hauptrunde
Die Spiele wurden am Wochenende des 16. November 1985 ausgetragen. Die Wiederholungsspiele fanden zwischen dem 17. und 25. November statt.
|                        | Ergebnis |                         |
| ---------------------- | -------- | ----------------------- |
| FC Enfield             | 0:2      | Bognor Regis Town       |
| AFC Bournemouth        | 0:0      | FC Dartford             |
| FC Bury                | 2:0      | Chester City            |
| AFC Rochdale           | 2:1      | FC Darlington           |
| Yeovil Town            | 2:4      | Hereford United         |
| FC Reading             | 1:0      | FC Wealdstone           |
| FC Walsall             | 7:3      | Preston North End       |
| FC Gillingham          | 3:0      | Northampton Town        |
| Notts County           | 6:1      | FC Scarborough          |
| Macclesfield Town      | 1:2      | Hartlepool United       |
| Derby County           | 5:1      | Crewe Alexandra         |
| Lincoln City           | 0:1      | FC Blackpool            |
| Swindon Town           | 0:0      | Bristol City            |
| FC Wrexham             | 3:1      | Bolton Wanderers        |
| Tranmere Rovers        | 2:2      | FC Chesterfield         |
| Stockport County       | 0:1      | Telford United          |
| FC Windsor & Eton      | 1:1      | Torquay United          |
| FC Chorley             | 0:2      | FC Altrincham           |
| Wycombe Wanderers      | 2:0      | Colchester United       |
| FC Brentford           | 1:3      | Bristol Rovers          |
| Plymouth Argyle        | 1:0      | FC Aldershot            |
| Southend United        | 0:1      | AFC Newport County      |
| Exeter City            | 2:1      | Cardiff City            |
| Mansfield Town         | 1:1      | Port Vale               |
| Halifax Town           | 1:3      | Scunthorpe United       |
| FC Runcorn             | 2:2      | Boston United           |
| York City              | 0:0      | FC Morecambe            |
| Bishop’s Stortford FC  | 2:2      | Peterborough United     |
| Rotherham United       | 6:0      | Wolverhampton Wanderers |
| Wigan Athletic         | 4:1      | Doncaster Rovers        |
| Chelmsford City        | 1:0      | FC Weymouth             |
| Nuneaton Borough       | 2:3      | FC Burnley              |
| Slough Town            | 2:2      | Aylesbury United        |
| Whitby Town            | 1:0      | FC South Liverpool      |
| FC Dagenham            | 2:1      | Cambridge United        |
| Fareham Town           | 0:3      | Maidstone United        |
| Swansea City           | 2:0      | Leyton-Wingate          |
| Farnborough Town       | 0:4      | Bath City               |
| Frickley Athletic      | 1:1      | Halesowen Town          |
| FC Valley Sports Rugby | 2:2      | Leyton Orient           |

#### Wiederholungsspiele
|                     | Ergebnis |                        |
| ------------------- | -------- | ---------------------- |
| FC Dartford         | 0:2      | AFC Bournemouth        |
| Bristol City        | 4:2      | Swindon Town           |
| FC Chesterfield     | 0:1      | Tranmere Rovers        |
| Torquay United      | 3:0      | FC Windsor & Eton      |
| Port Vale           | 1:0      | Mansfield Town         |
| Boston United       | 1:1      | FC Runcorn             |
| FC Morecambe        | 0:2      | York City              |
| Peterborough United | 3:1      | Bishop’s Stortford FC  |
| Aylesbury United    | 2:5      | Slough Town            |
| Halesowen Town      | 1:3      | Frickley Athletic      |
| Leyton Orient       | 4:1      | FC Valley Sports Rugby |

#### 2. Wiederholungsspiel
|            | Ergebnis |               |
| ---------- | -------- | ------------- |
| FC Runcorn | 4:1      | Boston United |

### Zweite Hauptrunde
Die Spiele wurden am Wochenende des 7. bis 9. Dezember 1985 ausgetragen. Die Wiederholungsspiele fanden am 10. des Monats statt.
|                     | Ergebnis |                   |
| ------------------- | -------- | ----------------- |
| FC Blackpool        | 1:2      | FC Altrincham     |
| AFC Bournemouth     | 4:1      | FC Dagenham       |
| Bristol City        | 1:2      | Exeter City       |
| FC Reading          | 2:0      | Hereford United   |
| FC Gillingham       | 6:1      | Bognor Regis Town |
| Notts County        | 2:2      | FC Wrexham        |
| Derby County        | 6:1      | Telford United    |
| Tranmere Rovers     | 1:1      | FC Bury           |
| Wycombe Wanderers   | 2:0      | Chelmsford City   |
| Scunthorpe United   | 2:2      | AFC Rochdale      |
| Port Vale           | 0:0      | FC Walsall        |
| AFC Newport County  | 1:1      | Torquay United    |
| FC Runcorn          | 1:1      | Wigan Athletic    |
| York City           | 3:1      | Whitby Town       |
| Rotherham United    | 4:1      | FC Burnley        |
| Peterborough United | 1:0      | Bath City         |
| Leyton Orient       | 2:2      | Slough Town       |
| Swansea City        | 1:2      | Bristol Rovers    |
| Hartlepool United   | 0:1      | Frickley Athletic |

#### Wiederholungsspiele
|                 | Ergebnis |                    |
| --------------- | -------- | ------------------ |
| FC Wrexham      | 0:3      | Notts County       |
| FC Bury         | 2:1      | Tranmere Rovers    |
| Plymouth Argyle | 3:0      | Maidstone United   |
| AFC Rochdale    | 2:1      | Scunthorpe United  |
| FC Walsall      | 2:1      | Port Vale          |
| Torquay United  | 2:3      | AFC Newport County |
| Wigan Athletic  | 4:0      | FC Runcorn         |
| Slough Town     | 2:3      | Leyton Orient      |

### Dritte Hauptrunde
Die Spiele wurden am Wochenende des 4. Januar 1986 absolviert. Nötige Wiederholungsspiele wurden für den 7. bis 16. Januar angesetzt.
|                     | Ergebnis |                        |
| ------------------- | -------- | ---------------------- |
| FC Bury             | 2:0      | FC Barnsley            |
| FC Liverpool        | 5:0      | Norwich City           |
| FC Walsall          | 1:3      | Manchester City        |
| FC Gillingham       | 1:1      | Derby County           |
| Nottingham Forest   | 1:1      | Blackburn Rovers       |
| Sheffield Wednesday | 2:2      | West Bromwich Albion   |
| Grimsby Town        | 3:4      | FC Arsenal             |
| FC Middlesbrough    | 1:3      | FC Southampton         |
| AFC Sunderland      | 2:0      | AFC Newport County     |
| FC Everton          | 1:0      | Hull City              |
| Shrewsbury Town     | 0:1      | FC Chelsea             |
| Sheffield United    | 2:0      | FC Fulham              |
| Ipswich Town        | 4:4      | Bradford City          |
| Newcastle United    | 0:2      | Brighton & Hove Albion |
| Bristol Rovers      | 3:1      | Leicester City         |
| Coventry City       | 1:3      | FC Watford             |
| FC Portsmouth       | 2:2      | Aston Villa            |
| Manchester United   | 2:0      | AFC Rochdale           |
| FC Millwall         | 3:1      | FC Wimbledon           |
| Hull City           | 2:2      | Plymouth Argyle        |
| Carlisle United     | 1:0      | Queens Park Rangers    |
| Oldham Athletic     | 1:2      | Leyton Orient          |
| Crystal Palace      | 1:2      | Luton Town             |
| Huddersfield Town   | 0:0      | FC Reading             |
| Charlton Athletic   | 0:1      | West Ham United        |
| York City           | 2:0      | Wycombe Wanderers      |
| Stoke City          | 0:2      | Notts County           |
| Wigan Athletic      | 3:0      | AFC Bournemouth        |
| Peterborough United | 1:0      | Leeds United           |
| Birmingham City     | 1:2      | FC Altrincham          |
| Oxford United       | 1:1      | Tottenham Hotspur      |
| Frickley Athletic   | 1:3      | Rotherham United       |

#### Wiederholungsspiele
|                      | Ergebnis |                     |
| -------------------- | -------- | ------------------- |
| Derby County         | 3:1      | FC Gillingham       |
| Blackburn Rovers     | 3:2      | Nottingham Forest   |
| West Bromwich Albion | 2:3      | Sheffield Wednesday |
| Bradford City        | 0:1      | Ipswich Town        |
| Aston Villa          | 3:2      | FC Portsmouth       |
| Plymouth Argyle      | 0:1      | Hull City           |
| FC Reading           | 2:1      | Huddersfield Town   |
| Tottenham Hotspur    | 2:1      | Oxford United       |

### Vierte Hauptrunde
Die Spiele fanden am 25. und 26. Januar 1986 statt. Die erforderlichen Wiederholungsspiele wurden am 28. Januar bis 6. Februar ausgetragen.
|                     | Ergebnis |                        |
| ------------------- | -------- | ---------------------- |
| FC Southampton      | 3:0      | Wigan Athletic         |
| FC Reading          | 1:1      | FC Bury                |
| Notts County        | 1:1      | Tottenham Hotspur      |
| Aston Villa         | 1:1      | FC Millwall            |
| Sheffield Wednesday | 5:0      | Leyton Orient          |
| AFC Sunderland      | 0:0      | Manchester United      |
| Luton Town          | 4:0      | Bristol Rovers         |
| FC Everton          | 3:1      | Blackburn Rovers       |
| Sheffield United    | 0:1      | Derby County           |
| Manchester City     | 1:1      | FC Watford             |
| West Ham United     | 0:0      | Ipswich Town           |
| Hull City           | 2:3      | Brighton & Hove Albion |
| FC Chelsea          | 1:2      | FC Liverpool           |
| FC Arsenal          | 5:1      | Rotherham United       |
| York City           | 2:0      | FC Altrincham          |
| Peterborough United | 1:0      | Carlisle United        |

#### Wiederholungsspiele
|                   | Ergebnis |                 |
| ----------------- | -------- | --------------- |
| FC Bury           | 3:0      | FC Reading      |
| Tottenham Hotspur | 5:0      | Notts County    |
| FC Millwall       | 1:0      | Aston Villa     |
| Manchester United | 3:0      | AFC Sunderland  |
| FC Watford        | 0:0      | Manchester City |
| Ipswich Town      | 1:1      | West Ham United |

#### 2. Wiederholungsspiele
|                 | Ergebnis |                 |
| --------------- | -------- | --------------- |
| Manchester City | 1:3      | FC Watford      |
| Ipswich Town    | 0:1      | West Ham United |

### Fünfte Hauptrunde
Die Begegnungen wurden am 15. Februar bis 5. März 1986 ausgetragen. Die vier Wiederholungsspiele folgten am 3. bis 9. März.
|                     | Ergebnis |                        |
| ------------------- | -------- | ---------------------- |
| FC Southampton      | 0:0      | FC Millwall            |
| FC Watford          | 1:1      | FC Bury                |
| Derby County        | 1:1      | Sheffield Wednesday    |
| Luton Town          | 2:2      | FC Arsenal             |
| Tottenham Hotspur   | 1:2      | FC Everton             |
| Manchester United   | 1:1      | West Ham United        |
| York City           | 1:1      | FC Liverpool           |
| Peterborough United | 2:2      | Brighton & Hove Albion |

#### Wiederholungsspiele
|                        | Ergebnis |                     |
| ---------------------- | -------- | ------------------- |
| FC Millwall            | 0:1      | FC Southampton      |
| FC Bury                | 0:3      | FC Watford          |
| Sheffield Wednesday    | 2:0      | Derby County        |
| FC Arsenal             | 0:0      | Luton Town          |
| West Ham United        | 2:0      | Manchester United   |
| FC Liverpool           | 3:1      | York City           |
| Brighton & Hove Albion | 1:0      | Peterborough United |

#### 2. Wiederholungsspiel
|            | Ergebnis |            |
| ---------- | -------- | ---------- |
| Luton Town | 3:0      | FC Arsenal |

## Sechste Hauptrunde
Die Spiele fanden am 8. bis 12. März 1986 statt. Die beiden Wiederholungsspiele folgten am 12. und 17. März.
|                        | Ergebnis |                 |
| ---------------------- | -------- | --------------- |
| FC Liverpool           | 0:0      | FC Watford      |
| Sheffield Wednesday    | 2:1      | West Ham United |
| Luton Town             | 2:2      | FC Everton      |
| Brighton & Hove Albion | 0:2      | FC Southampton  |

### Wiederholungsspiele
|            | Ergebnis |              |
| ---------- | -------- | ------------ |
| FC Watford | 1:2      | FC Liverpool |
| FC Everton | 1:0      | Luton Town   |

## Halbfinale
Die Spiele wurden am 5. April 1986 ausgetragen. Das erste Halbfinale zwischen Liverpool und Southampton wurde in der White Hart Lane in London ausgespielt. Die Partie zwischen Everton und Sheffield fand im Villa Park von Birmingham statt.
|              | Ergebnis |                     |
| ------------ | -------- | ------------------- |
| FC Liverpool | 2:0      | FC Southampton      |
| FC Everton   | 2:1      | Sheffield Wednesday |

## Finale
| FC Liverpool                                      | FC Liverpool | FC Everton | FC Everton |
| ------------------------------------------------- | --- | --- | ---------- |
| FC Liverpool                                      | \| Samstag, 10. Mai 1986 in London (Wembley-Stadion) \| \| Ergebnis: 3:1 (0:1) \| \| Zuschauer: 98.000 \| \| Schiedsrichter: Alan Robinson \| \| Spielbericht \|                            | \| Samstag, 10. Mai 1986 in London (Wembley-Stadion) \| \| Ergebnis: 3:1 (0:1) \| \| Zuschauer: 98.000 \| \| Schiedsrichter: Alan Robinson \| \| Spielbericht \|                                                        | FC Everton |
| FC Liverpool                                      | Bruce Grobbelaar – Mark Lawrenson, Jim Beglin, Steve Nicol, Ronnie Whelan – Alan Hansen , Kenny Dalglish, Craig Johnston, Ian Rush – Jan Mølby, Kevin MacDonald Cheftrainer: Kenny Dalglish | Bobby Mimms – Gary Stevens (72. Adrian Heath), Pat Van Den Hauwe, Kevin Ratcliffe , Derek Mountfield – Peter Reid, Trevor Steven, Gary Lineker, Graeme Sharp – Paul Bracewell, Kevin Sheedy Cheftrainer: Howard Kendall | FC Everton |
| FC Liverpool                                      | 1:1 Ian Rush (56.) 2:1 Craig Johnston (62.) 3:1 Ian Rush (83.) | 0:1 Gary Lineker (27.) | FC Everton |
| Samstag, 10. Mai 1986 in London (Wembley-Stadion) | | |            |
| Ergebnis: 3:1 (0:1)                               | | |            |
| Zuschauer: 98.000                                 | | |            |
| Schiedsrichter: Alan Robinson                     | | |            |
| Spielbericht                                      | | |            |